# Нове Байдеряково
Нове Байдеря́ково (рос. Новое Байдеряково, чув. Вăрăмхăва) — присілок у складі Яльчицького району Чувашії, Росія. Входить до складу Лащ-Таябинського сільського поселення.
Населення — 279 осіб (2010; 366 у 2002).
Національний склад:
- чуваші — 99 %